# Brières-les-Scellés
Brières-les-Scellés là một xã ở tỉnh Essonne thuộc vùng Île-de-France miền bắc nước Pháp.
Theo điều tra dân số năm 1999, dân số xã này là 843 người. Ước tính dân số năm 2007 là 945.
Danh xưng cư dân địa phương Brières-les-Scellés trong tiếng Pháp là Briolins.